# Juncaria melanothalama
Juncaria melanothalama är en fjärilsart som beskrevs av George Francis Hampson 1926. Juncaria melanothalama ingår i släktet Juncaria och familjen nattflyn. Inga underarter finns listade i Catalogue of Life.